# RX J1532.9+3021
RX J1532.9+3021 est un amas de galaxies situé dans la constellation de la Couronne boréale.  Sa vitesse par rapport au fond diffus cosmologique est de 103 539 ± 8 km/s, ce qui correspond à une distance de Hubble de 1 527,1 ± 106,9 Mpc (∼4,98 milliards d'al).
L'amas est dominé par une vaste galaxie elliptique figurant dans le catalogue PGC sous la cote PGC 1900245. Selon une étude publiée en 2013, l'amas est également entouré d'un mini-halo radio.

## PGC 1900245
PGC 1900245 est une vaste galaxie elliptique d'une envergure d'environ 120,56 kpc (∼393 000 al), située au centre de l'amas. Elle est une galaxie LINER, c'est-à-dire une galaxie dont le noyau présente un spectre d'émission caractérisé par de larges raies d'atomes faiblement ionisés. 
Les observations du télescope spatial Chandra ont montré la présence de vastes cavités (ou bulles) d'émissions de rayons X autour de la galaxie. On pense que ces cavités sont dues à la puissante activité (de type blazar) du trou noir supermassif, d'une masse égale à environ 10 milliards de masses solaires. Les jets qu'il produit repousseraient les gaz présents dans la région, créant ces cavités aussi larges que notre propre galaxie, empêchant au passage toutes nouvelles tentatives de formations d'étoiles,.

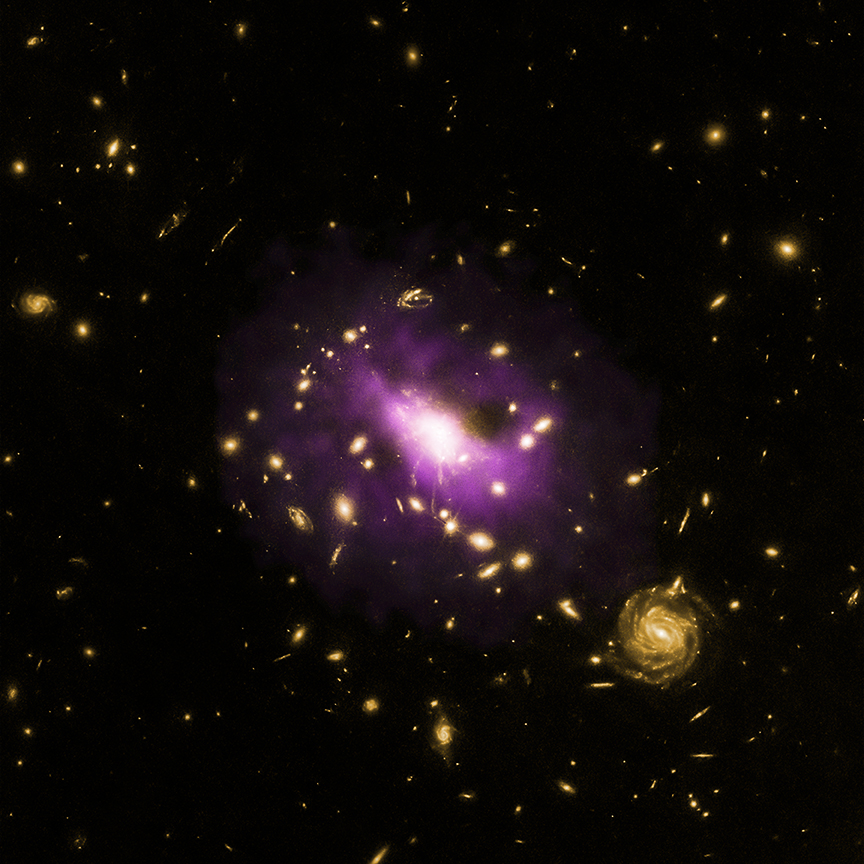
Image composite de RX J1532.9+3021 réalisée à partir des observations des télescopes spatiaux Chandra et Hubble (respectivement, en violet et en jaune). PGC 1900245 se trouve au centre de l'image.